# ماريا روميرو
ماريا روميرو (بالإسبانية: María Romero)‏(سانتياغو، 2 نيسان/ابريل 1909، 14 آب/أغسطس 1989) صحفية وناقدة للسينما التشيلية. وتعتبر إحدى رواد الصحافة السينمائية والترفيهية في بلدها وفي أمريكا اللاتينية.

## حياتها
هي شقيقة الكاتب ألبيرتو روميرو وعمة الصحفية غراسيلا روميرو. درست لبعض الوقت اللغة الإنجليزية في كلية الفلسفة والتعليم من جامعة تشيلي، ودرست لاحقاً التعليم العالي في كلية ميلز في سان فرانسيسكو، الولايات المتحدة الأمريكية، وذلك بفضل منحة دراسية تديرها المربية أماندا لاباركا. وأتيحت لها الفرصة لزيارة مدينة هوليوود، مهد صناعة السينما الأمريكية، وهي تجربة كان من شأنها أن تميزها في مستقبلها المهني.
كان لها علاقات عاطفية مع الكاتب «مانويل روخاس» والناقد الأدبي «راؤول سيلفا كاسترو»، ومع ذلك لم تتزوج وليس لها أطفال.

## المهنة
عند عودتها إلى تشيلي في أواخر عقد الثلاثينيات من القرن العشرين، عملت كأمينة للكاتب «لويس إنريكي ديلانو»، ثم عملت مديرة مجلة «إيران»، التي بدأت فيها المشاركة في المقابلات والأعمدة على الفيلم. وأخيرا، في عام 1939 حلت محل ديلانو في «إيران»، وأعطاها الفرصة لطباعة مجلة مخصصة للسينما حول الموضوعات الأنثوية والأدبية. وبقيت ماريا فيها حتى عام 1960.
بين عامي 1961 و1963 عاشت في الولايات المتحدة، وعند عودتها عملت لفترة طويلة بوظيفة معلقة فيلم لصحيفة الميركوريو، وبعد ذلك على التلفاز الوطني في تشيلي(TVN)، حيث أصبحت معروفة للنقاد السينمائيين في أخبار برنامج 60 دقيقة.
في عام 1972 حصلت على جائزة لينكا فرانوليك.